# La Liste de mes envies
Cet article concerne le roman de Grégoire Delacourt. Pour le film de Didier Le Pêcheur, voir La Liste de mes envies.
La Liste de mes envies est un roman de Grégoire Delacourt paru en 2012 aux éditions Jean-Claude Lattès.
Second roman de cet auteur, il se vend à plus de 500 000 exemplaires en grand format et 27 pays en ont acheté les droits de traduction. Selon le critique de L'Express, ce roman, dans un contexte de crise économique, touche les lecteurs qui redécouvrent les joies simples de la vie.
La Liste de mes envies a fait l'objet de plusieurs adaptations théâtrales (France, Belgique, Espagne, Canada) et d'un film mis en scène par Didier Le Pêcheur, avec Mathilde Seigner et Marc Lavoine.
La liste 2 mes envies aux éditions Albin Michel en 2024.

## Résumé
Jocelyne est une modeste mercière habitant à Arras. Elle est mariée à Jocelyn, son premier amour, ouvrier dans l'usine de glaces Häagen-Dazs de la ville et ils sont parents de deux grands enfants, partis faire leur vie. Jocelyne tient, en plus de sa boutique, un blog, « dixdoigtsdor »,  qui rencontre un certain succès. Elle se souvient souvent de la vie qu'elle aurait souhaitée mais réussit néanmoins à être heureuse dans l'existence qu'elle mène. 
Poussée par des amies, elle joue pour la première fois à l'Euro Millions et gagne 18 547 301 euros et 28 centimes. S'étant rendu compte à quel point son existence en sera bouleversée, elle décide de n'en parler à personne, cache le chèque de son gain.  Elle rédige alors la liste de ses envies, et décide de ne rien changer à sa vie, pour ne rien changer à son bonheur jusqu'à ce que Jocelyne s’aperçoive que le chèque a disparu. Son mari, censé être parti en Suisse pour une formation professionnelle, ne revient pas ; Jocelyne a des doutes et appelle son entreprise. Elle apprend qu'il a pris une semaine de congé, mais n'est pas dupe. Jocelyn s'est enfui à Bruxelles en possession du chèque de 18 547 301,28 euros. La vie de Jocelyne est détruite ; elle est anéantie. Elle voit toujours son père qui est en centre de soins et souffre d'un problème de mémoire : il oublie tout toutes les six minutes. De son côté, Jocelyn vit une vie de luxe mais n'est pas heureux. Il connaît une solitude misérable dans sa trop grande maison. Il décide dix-huit mois plus tard d'écrire une lettre à sa femme en s'excusant et en expliquant les raisons de son geste. Depuis cette trahison, Jocelyne a laissé sa mercerie à son employée et est partie dans le sud de la France. Elle apprendra plus tard que Jocelyn s'est laissé mourir dans sa maison...

## Analyse
Le succès de ce livre est une surprise, qui s'explique sans doute en partie parce qu'il correspond bien à l'humeur de son époque. On y trouve des analogies avec L'Élégance du hérisson, de Muriel Barbery au niveau de la thématique, mais aussi de la forme. Certains critiques jugent cependant le style et le thème (« L'argent ne fait pas le bonheur ») un peu trop simpliste. Mais la plupart reconnaissent la justesse et la grâce de l'évocation du bonheur de vivre.

## Éditions
Éditions imprimées
- Grégoire Delacourt, La Liste de mes envies : roman, Paris, éd. J.-C. Lattès, 1er février 2012, 185 p., 21 cm (ISBN 978-2-7096-3818-0, BNF 42572570)
  - Grégoire Delacourt, La Liste de mes envies, Versailles, éd. Feryane, coll. « Roman » (no 18), mai 2012, 225 p., 22 cm (ISBN 978-2-36360-080-6, BNF 42687298)Édition en gros caractères.
  - Grégoire Delacourt, La Liste de mes envies, Paris, Librairie générale française, coll. « Le Livre de poche » (no 32998), 29 mai 2013, 183 p., 18 cm (ISBN 978-2-253-16853-9, BNF 43641866)Édition de poche. Comprend une postface inédite de l'auteur.

Livre audio
- Grégoire Delacourt, La Liste de mes envies, Paris, éd. Audiolib, 6 juin 2012 (ISBN 978-2-35641-497-7, BNF 42678335)Narratrice : Odile Cohen ; support : 1 disque compact audio MP3 ; durée : 3 h 34 min ; référence éditeur : Audiolib 25 0570 9.

## Adaptations
La Liste de mes envies a fait l'objet de deux adaptations théâtrales. La première, mise en scène par Anne Bouvier en 2013 au Ciné 13 Théâtre à Paris et interprétée en alternance par Mikaël Chirinian et Jean-Paul Bordes — le seul acteur présent sur scène y incarnait tous les personnages — fut nommée aux Molières 2014. La seconde, avec Marie-Chantal Perron et Steve Laplante dans les rôles de Jocelyne et Jocelyn, fut mise en scène par Marie-Thérèse Fortin en 2016 à Montréal.
Le roman a également été adapté au cinéma sous le même nom. Le film, tourné en 2013 sous la direction de Didier Le Pêcheur et sorti en juin 2014, a pour interprètes Mathilde Seigner et Marc Lavoine dans les rôles principaux.